# MI19
MI19 (аббревиатура от англ. Military Intelligence, section 19) — спецслужба Великобритании, подразделение Директората военной разведки, которая во время Второй мировой войны отвечала за получение информации от вражеских военнопленных.
Первоначально была создана в декабре 1940 года, как MI9a, подотдел MI9. Год спустя, в декабре 1941 года, стала независимой организацией, хотя по-прежнему была тесно связана с «родительской» организацией.
MI19 контролировала сеть Объединенных центров допросов, расположенных на территории Великобритании — в Беконсфилде, Уилтон Парке и Латимере, а также в Бельгии и оккупационной зоне Германии. Одним из главных центров MI19 была расположенная в Лондоне на улице Кенсингтон Палас Гарден тюрьма для военнопленных, известная как «Лондонская клетка», действовавшая с июля 1940 по сентябрь 1948 года. После Второй мировой войны в СМИ неоднократно появлялись сообщения о том, что в «Лондонской клетке» применялись пытки к заключенным, подозреваемых в военных преступлениях.